# Burgstall Zangenfels
Der Burgstall Zangenfels bezeichnet eine abgegangene Höhenburg auf 520 m ü. NN bei dem Ortsteil Dürrmaul der Stadt Nittenau im Oberpfälzer Landkreis Schwandorf in Bayern. 
Die Burgstelle ist heute als Bodendenkmal Nummer D-3-6839-0003: Mittelalterlicher Burgstall "Zangenfels" geschützt.

## Geschichte
Die Burg wurde im Jahr 1354 oder kurz danach von den Herren von Zenger erbaut. Markgraf Ludwig von Brandenburg hatte dem Ortlieb Zenger und seinen Erben mit dem „Berg unter dem Jugen“ in dem Gericht  zu Regenstauf belehnt mit der Maßgabe, dort eine Burg zu errichten. Ein Hans Zenger tritt 1400 in Erscheinung, als ihm von seinem Vetter Peter der Fronauer der halbe Teil der Burg Schwärzenberg verpfändet wurde. Die Brüder Friedrich und Hans die Zenger zu Zangenfels stifteten am 6. Dezember 1411 für ihren verstorbenen Vater Wolfhart einen Jahrtag im Kloster Schönthal. Nach dem Tod des Hans Zenger übertrug der Kurfürst Ludwig V. den Söhnen Sigmund Zenger zu Trausnitz und Tristan auch Zangenfels als Lehen. Sie waren bis 1515 Eigentümer der Burg. Auf die Zenger folgte 1519 Kaspar Erlbeck zu Trausnitz. Der nächste Inhaber war Jobst von Dandorf zu Forchtenberg. Dieser vereinigte Zangenberg mit Hof. Danach begann der Zerfall der Burg Zangenfels. Ab 1801 war der Burgstall Zangenfels im Besitz von Wilhelm Carl Graf von Eckart.

## Beschreibung
Der Burgstall befindet sich am Südhang des Jugenberges auf einer kleinen Hangspornkuppe. Die Hänge der Kuppe fallen nach drei Seiten steil, und teilweise mit Felsen durchsetzt zu Tal ab. Nach Norden fällt die Burgfläche mit einer zwei bis drei Meter hohen Geländekante ab, an deren Fuß sich ein nur noch sehr seichter Graben befindet. Dem Graben folgt anschließend eine ebene Fläche, bevor der Hang des Jugenberges bis auf 613 m ü. NN Höhe ansteigt. Auf der sehr kleinen Burgfläche mit den Maßen von 20 Metern in Ostwestrichtung und rund 35 Metern von Nord nach Süd befindet sich im Nordteil die Ruine eines Bergfriedes mit einer Grundfläche von 8,2 mal 8,2 Metern und einer Mauerstärke von drei Metern. Die Größe des Innenraumes beträgt nur etwa ein mal ein Meter. Dieser Turm besteht aus zweischaligem Mauerwerk, die äußere Verblendung zeigt lagenhaft gesetztes Quadermauerwerk mit unterschiedlich großen, teilweise auch sehr großen Quadern. An mehreren Stellen sind die Mauerwerksfugen mit kleineren Steinen ausgezwickt. Diese äußere Verblendung hat sich nur an der Nord- und an der Westseite erhalten, die beiden restlichen Seiten zeigen nur noch das Füllmauerwerk. Die innere Verblendung besteht aus kleinen, grob quaderhaft zugerichteten Steinen. Weitere Gebäude haben sich von der Anlage nicht erhalten.